# توم غريفز (لاعب كرة قدم أمريكية)
توم غريفز (بالإنجليزية: Tom Graves)‏ هو لاعب كرة قدم أمريكية أمريكي، ولد في 18 ديسمبر 1955 في نورفولك في الولايات المتحدة.

## وصلات خارجية
- توم غريفز على موقع مرجع كرة القدم المحترفة.كوم (الإنجليزية)